# Mike Guzovsky
Mike Guzovsky, andere Schreibweise: Mike Guzofsky und Yekutiel Ben-Ya'acov, ist ein US-amerikanisch-israelischer Anhänger des getöteten Politikers Meir Kahane. Nach Meinung der britischen Regierung ist Guzovsky als Militanter einzuordnen. Er ist als Kontakt auf der Seite Kahane.org angegeben, welche vom U.S. Treasury Department als Terrororganisation eingestuft wird. Er lebt in der Siedlung Kfar Tapuach, südlich von Nablus, im israelisch besetzten Westjordanland.
Die Anti-Defamation League berichtete, dass er Mitte der 1990er Jahre Anführer von Kahane Chai in den USA gewesen sei (ein Ableger von Kach), wo er gegen den israelischen Premier Jitzchak Rabin und für Baruch Goldstein demonstrierte. Als Rabin 1995 ermordet wurde, sagte Guzovsky, Rabin sei „schlecht für die Juden“ gewesen und dass sein Mörder Yigal Amir ein „intelligenter Mann war, der handeln musste“.
Er organisierte gewaltlose Proteste gegen den Scharon-Plan.
Im Jahr 2005 sagte Guzovsky in der PBS Dokumentation „Israels nächster Krieg (Israel's Next War)“: „Wir haben tausende von Zivilisten, die das militärische Know-How besitzen, um eine große Attacke gegen Araber durchzuführen, unbekannte Leute wie Rabins Attentäter, Yigal Amir, die so etwas ausführen können. Egal wie uns die Sicherheitskräfte und die Polizei verfolgen, es wird nicht zu ihrem Besten sein“. „(We have thousands of civilians with the military know-how to instigate a mega-attack against Arabs, unidentified people, like Rabin's assassin, Yigal Amir, who can do such a deed. No matter how much the security service and the police harass us, it won't do them any good)“. Die britische Regierung ist zum Ergebnis gelangt, dass Guzovsky aktiv militärische Trainingslager betreibt und dass er in „inakzeptabler Weise danach strebt, durch Aufhetzen, Rechtfertigen und Glorifizieren von Terroranschlägen andere versucht dazu zu verleiten, Terrorakte auszuüben“.
Guzovsky gehört zu den Personen, denen die Einreise nach Großbritannien verboten ist.